# Helvetia (assurances)
Pour les articles homonymes, voir Helvetia (homonymie).
Helvetia est un groupe d’assurances suisse actif à l'international. Le Groupe Helvetia est organisé en holding depuis 1996 et a son siège à Saint-Gall. Avec environ 12 500 collaborateurs, elle assure plus de 7 millions de clients et atteint un volume d'affaires d'environ 11,1 milliards de CHF (état : 2022).

## Histoire

### Création des sociétés d'origine à partir de 1858
Elle est fondée à Saint-Gall en 1858, sous le nom de société générale d'assurance Helvetia en tant qu'assurance transport. Elle fut la première compagnie en Suisse à proposer une assurance contre les risques liés au transport terrestre, fluvial et maritime. Trois ans plus tard, Helvetia Feuer, une compagnie d’assurance privée contre le feu, est créée à Saint-Gall à la suite de l’incendie de Glaris, qui a mis en lumière les lacunes du système cantonal d'assurance des bâtiments.
Jusqu'en 1887, les deux sociétés ont été gérées conjointement. En 1894 a suivi la création de la coopérative indépendante Helvetia Unfall.

### Expansion à partir de 1862
En 1862, Helvetia Feuer fonde ses premières succursales en Allemagne et, à partir de 1876, s'implante aux États-Unis avec l’ouverture de filiales en Californie et à New York. Entre 1920 et 1962, Helvetia crée d’autres filiales en France, en Italie, en Grèce (vendue en 1997), aux Pays-Bas (vendue en 1995) et au Canada (vendue en 1999). En Autriche, l’histoire d’Helvetia remonte à 1858, lorsque la société Der Anker, Gesellschaft von Lebens- und Rentenversicherung est fondée. Helvetia Autriche gardera ce nom comme raison sociale jusqu’en 2006. Des filiales sont fondées en Espagne, en Italie et en Allemagne entre 1986 et 1988.

### Consolidation des entreprises dans la seconde moitié du 20ᵉ siècle
En 1968, la Société générale d’assurance Helvetia fusionne avec Helvetia Unfall et Helvetia Leben et était ainsi fournisseur dans les affaires vie et non-vie,. En 1974, Helvetia Feuer et Helvetia Allgemeine fusionnent pour devenir Helvetia Feuer.
Dans cette constellation, il n'était pas possible pour Helvetia Feuer d'entrer dans le domaine de la responsabilité civile accident et de la branche automobile, car celui-ci était exploité par Helvetia Unfall. Il en allait de même, dans le sens inverse, pour Helvetia Unfall et sa filiale Helvetia Leben. Helvetia Feuer et Helvetia Unfall se gênaient ainsi mutuellement « avec leur nom commun et voyaient leur liberté de mouvement limitée dans la perspective du passage à la société toutes branches ».
Un accord entre Helvetia Feuer et Helvetia Unfall a suivi. Une collaboration plus étroite était visée, mais l'indépendance des deux sociétés partenaires devait être préservée. En conséquence, Helvetia Feuer a coopéré avec Helvetia Unfall entre 1968 et 1988 en créant des actions jumelles.
En 1986, la séparation du partenariat entre Helvetia Feuer et Helvetia Unfall a été initiée. Le 11 octobre 1988, lors d’une assemblée générale extraordinaire de Helvetia Feuer et de Helvetia Unfall, les actionnaires approuvent la séparation complète de ces deux sociétés partenaires,. Helvetia Unfall prend le nom d’Elvia (qui appartient aujourd’hui à Allianz Global Assistance), lequel est déjà utilisé par sa filiale spécialisée dans l’assurance voyage. Helvetia Feuer est rebaptisé Helvetia Versicherungen et l'introduction du symbole du triangle comme logo date de cette époque.
En 1989, Helvetia Versicherungen a également complété sa distribution en Suisse par les branches accidents, responsabilité civile et véhicules à moteur.

### Changement de stratégie: Helvetia et Patria dans les années 1990
En 1991, Erich Walser a été nommé directeur général du groupe. Il a notamment été chargé de mettre en œuvre une nouvelle stratégie qui prévoyait le passage d'un assureur non-vie à un groupe toutes branches. C'est dans ce contexte qu'est née, sous la direction de Walser, la collaboration avec l'ancienne assurance vie Patria Leben. En 1996, la société finalement fusionne avec l’assurance-vie bâloise Patria. Les origines de cette dernière remontent à la fondation, en 1878, de la Caisse bâloise d’assurance au décès et sur la vieillesse,. Cette caisse de prévoyance à but non lucratif assure la vie de personnes socialement vulnérables. Après plusieurs changements de nom et diverses fusions, la Société mutuelle suisse d’assurances sur la vie Patria est fondée en 1910. En 1992, Helvetia et Patria décident de gérer ensemble le marché suisse en concluant une alliance stratégique. La direction commune a commencé en 1994. En 1996, l'Helvetia Holding a été créée. La fusion a pris le nom d'Helvetia Patria,.

### Consolidation du marché dans les années 1990
L'adoption de la nouvelle structure juridique en 1996 visait à renforcer les positions sur le marché dans les pays clés que sont la Suisse, l'Allemagne et l'Autriche, ainsi que sur les deux marchés d'Europe du Sud, l'Italie et l'Espagne.
Ainsi, l'Alte Leipziger a pris une participation de 10 % dans le capital-actions de Helvetia Patria. Grâce à la collaboration avec l'Alte Leipziger, Helvetia Patria a fait des affaires en Allemagne dans les domaines de l'assurance maladie, de l'assurance protection juridique et de l'épargne-logement avec des sociétés du groupe Alte Leipziger. En 2001, l'Alte Leipziger a revendu sa part. L'association suisse des banques Raiffeisen est ainsi devenue le nouvel actionnaire du groupe Helvetia Patria avec une part de deux pour cent. La coopération avec ces banques a été développée par la suite.
En Autriche, Der Anker, Gesellschaft von Lebens- und Rentenversicherung est devenue une filiale à 100 % en 1993.
En Italie, Helvetia Patria a racheté Nordstern Danni en 1998 et a acquis Norwich Union Vita en 2001. En 2005, elle a racheté le portefeuille d'assurances de Sofid Vita et, trois ans plus tard, elle a acquis Padana Assicurazioni ainsi que la majorité de Chiara Vita.
En Espagne, Helvetia Patria a acquis fin 1998 La Vasco Navarra LVN, une société toutes branches de taille moyenne, située dans le nord du pays. En 2000, la reprise de la Previsión Española a été achevée. En 2003, les deux sociétés ont fusionné pour former l'Helvetia Previsión, dont le siège est à Séville.
L'achat du secteur de l'assurance transport du partenaire de coopération Royal & Sun Alliance en 2002 et d'autres acquisitions ont permis de renforcer la position dans le domaine de l'assurance transport. Helvetia Patria s'est totalement retirée des Pays-Bas, de la Grèce et du Canada jusqu'en 2000.

### Acquisitions à partir de 2010
Depuis 2006, l'Helvetia se présente dans tous les pays sous la marque unique Helvetia. En 2010, Helvetia rachète les assurances suisses Alba Compagnie d'Assurances Générales SA (Alba), Phenix Compagnie d'Assurances SA et Phenix Compagnie d'Assurances sur la Vie SA (Phenix). Les secteurs d'activité dans le domaine des assurances maladie et accidents de ces entreprises ont été vendus en 2011 aux deux compagnies d'assurance Innova et Solida. En 2014, Helvetia acquiert Nationale Suisse et la filiale autrichienne de la Bâloise. Pour ce rachat, elle augmente sa participation dans Nationale Suisse à plus de 98 %, puis entame une procédure d’annulation des actions restantes. Nationale Suisse possède également smile.direct, l’assureur en ligne suisse, qui intègre lui aussi le Groupe Helvetia par ce rachat. En 2014, Werner Enz écrivait dans la Neue Zürcher Zeitung que ce rachat était l'une des plus grandes acquisitions d'assurance de ces dernières années en Suisse,.
En janvier 2020, Helvetia annonce l'acquisition d'une participation de 70 pour cent dans Caser, une compagnie d'assurance espagnole, une acquisition comparable en termes de volume à celle de Nationale Suisse. Cette acquisition représentait une mise en œuvre centrale de la stratégie helvetia 20.20.

### Internationalisation et diversification à partir de 2016
En septembre 2016, Philipp Gmür est devenu président du groupe. Il a largement contribué à l'élaboration de la stratégie d'entreprise helvetia 20.20, qui a été développée entre-temps pour devenir la stratégie helvetia 20.25. Le cœur de cette stratégie est de faire de l'Helvetia un groupe d'assurance européen et de diversifier les domaines d'activité d'ici à 2025. La même année, Helvetia acquiert 70 % des actions du courtier hypothécaire en ligne MoneyPark pour quelque 107 millions de francs. En 2022, l'Helvetia a repris les actions restantes de TX Group.
Début 2017, l’entreprise annonce qu’elle va investir dans des start-up par le biais d’un Venture Fund qui lui appartient, visant à soutenir la transformation du cœur de métier existant ou d’intégrer de nouveaux modèles d’affaires. Le fonds doté d’environ 55 millions de francs entend investir dans quelque 25 jeunes entreprises. Le Venture Fund a notamment injecté des fonds dans Volocopter, flatfox, Pricehubble ou dans l’insurtech INZMO.
Avec le rachat de Caser en 2020, le groupe s'est développé sur le marché européen. Avec cette acquisition, Helvetia s'est lancée dans le domaine de la santé et des soins, car Caser gérait, outre ses activités d'assurance, six hôpitaux et environ 24 cliniques dentaires ainsi que des maisons de retraite et de soins. La même année, l'entreprise a fondé l'Helvetia Asset Management AG. Par le biais de cette société, l'entreprise distribue des services et des placements dans le domaine immobilier. Un premier fonds immobilier de la société a été placé en avril 2020. D'autres augmentations de capital ont suivi, ce qui a permis au fonds de disposer, au 1ᵉʳ avril 2023, de 47 immeubles d'une valeur marchande d'environ 1,09 milliard de CHF, ce qui en faisait à l'époque l'un des plus grands fonds immobiliers non cotés de Suisse.
En 2022, le groupe Helvetia a conclu un partenariat avec la Banque Migros pour la distribution d'assurances auto,. Par le biais de la filiale créée Medicall AG, le groupe Helvetia coordonne les évacuations d'accidents et le service de remorquage du canton de Bâle-Campagne. Depuis mars 2022, l'Helvetia Liechtenstein opère sous le nom d'Helvetia Global Solutions (HGS), pour s'adapter à l'orientation internationale de la société. Fin 2022, le groupe Helvetia a commencé l'internationalisation de l'assureur en ligne Smile et l'a introduit sur le marché autrichien, avec un autre lancement sur le marché espagnol en 2023.
Le 1er octobre 2023, Philipp Gmür a transmis la présidence de la direction du groupe et le poste de Group CEO à son successeur Fabian Rupprecht.

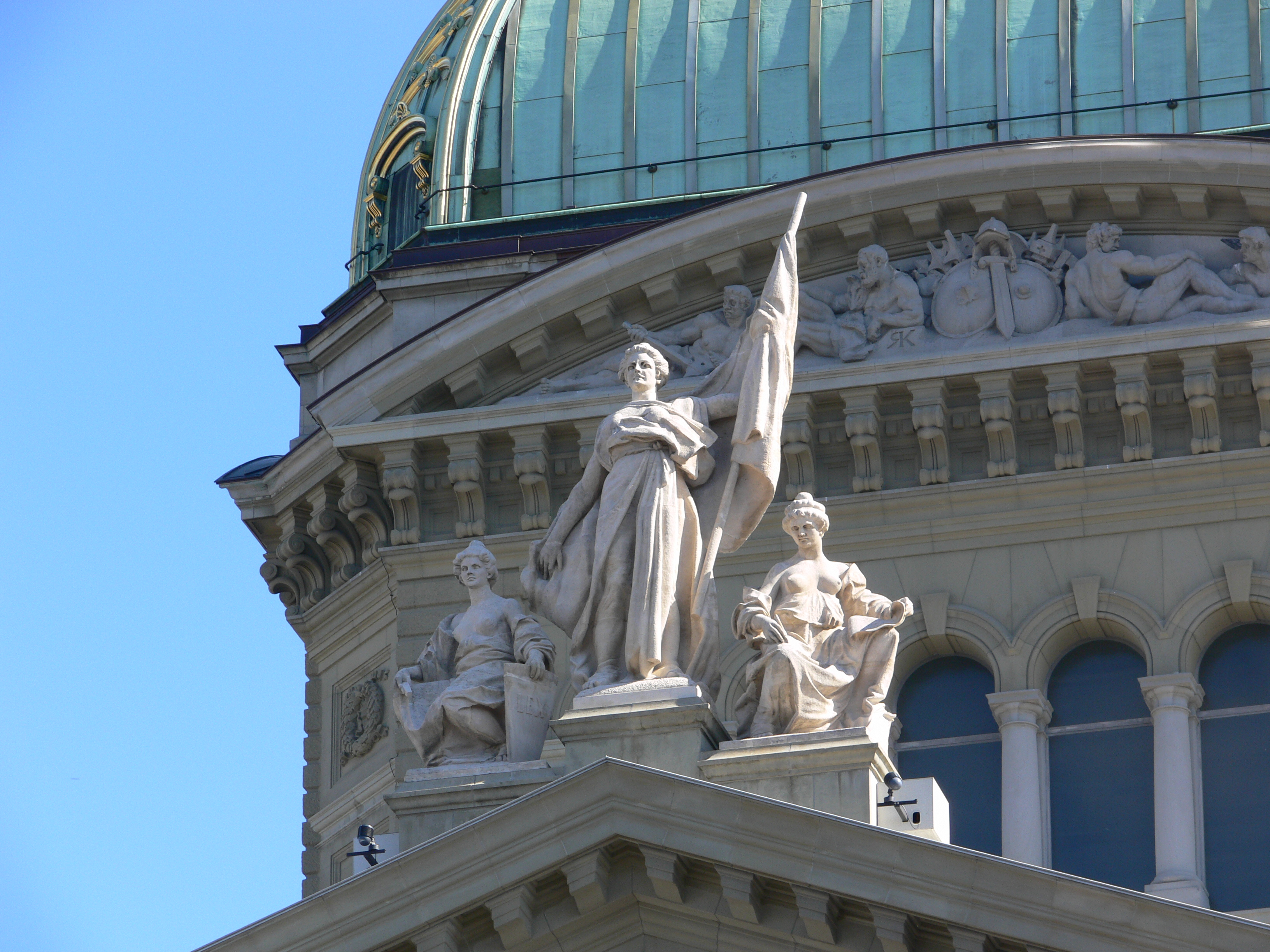
Statue d'Helvetia au sommet du fronton du Palais fédéral de Berne.

En avril 2025, Helvetia et Baloise annoncent vouloir fusionner leurs activités, dans une nouvelle entité appelée Helvetia Baloise, avec un chiffre d'affaires combiner d'environ 20 milliards de francs suisses, contrôlé à 53 % par les actionnaires d'Helvetia, ayant son siège social à Bâle et reprenant un logo inspiré de celui de la Baloise.

## Activités
Helvetia Versicherungen subdivise ses activités commerciales dans les domaines des affaires vie, des affaires non-vie et des autres activités (celles-ci comprennent entre autres les activités étrangères à l'assurance de sociétés tierces récemment acquises, comme Caser, dans le sens de la stratégie de diversification helvetia 20.25).
Affaires vie : l'Helvetia propose des assurances vie en Suisse, en Italie, en Allemagne, en Espagne et en Autriche. Avec une part de 69 %, le marché domestique suisse est le marché le plus important. Il comprend les assurances vie individuelles et collectives. Les affaires vie collective représentent ici l'une des branches d'assurance les plus importantes, avec une part de 50 % du volume de vie total du groupe. Cette activité est générée en grande partie en Suisse (67 %).
Affaires non-vie : dans le domaine d'activité Affaires non-vie, l'Helvetia distribue en Suisse et en Europe, outre les assurances dommages classiques (véhicules à moteur, choses, responsabilité civile) et les assurances de personnes (accidents et maladie), des assurances spéciales telles que transport, assurances techniques et assurances d'art, qui sont regroupées avec la réassurance active dans le segment Specialty Markets.
Autres activités : Le secteur Autres activités comprend, outre le segment Corporate (sociétés de financement, Corporate Center, les placements gérés de manière centralisée ainsi que la réassurance du groupe), les activités d'intermédiation et de conseil (p. ex. MoneyPark). En outre, diverses petites sociétés de services étrangères, qui ne peuvent pas être attribuées aux secteurs d'activité vie ou non-vie, font partie de ce secteur. Depuis 2020, celui-ci comprend également les recettes des secteurs non liés à l'assurance de la Caser espagnole (maisons de retraite, hôpitaux, autres prestations de services) ainsi que les activités de l'Helvetia Asset Management AG (fonds immobiliers pour investisseurs tiers).

## Structure
Au cours de son histoire, le groupe Helvetia s'est constitué à partir de différentes compagnies d'assurance suisses et étrangères pour devenir un groupe d'assurance international. Depuis 1996, le groupe d'entreprises est organisé en une structure de holding. La société mère du Groupe Helvetia est Helvetia Holding SA, dont les actions nominatives sont cotées à la Bourse suisse SIX Swiss Exchange. Avec une part de 34,1 %, Patria Société coopérative en est l’actionnaire principal.
Le groupe emploie quelque 12 500 personnes en Europe, dont environ un tiers en Suisse, et opère en Suisse, en Allemagne, en Autriche, en Italie, en France et en Espagne, ainsi qu’en Amérique latine et en Asie. Le groupe a atteint un volume d'affaires d'environ 11,1 milliards de CHF (état : 2022).
Le groupe se divise en trois segments, dans lesquels les segments européen et suisse représentent ensemble, dans des proportions similaires, les 4/5 du volume d'affaires.
| Suisse (42 %) | Europe (40 %) | Specialty Markets (18 %) |
| ------------- | ------------- | ------------------------ |

Au niveau mondial, le Groupe est actif dans les domaines de l’assurance spéciale et de la réassurance. En Suisse, l'Helvetia est un assureur toutes branches. Dans les pays regroupés dans le segment Europe (Allemagne, Italie, Autriche et Espagne), l'entreprise distribue directement des assurances vie et non-vie. Dans le segment Specialty Markets sont distribuées des assurances transport et art ainsi que des réassurances actives. À cet effet, Helvetia dispose d'une représentation à Miami pour le marché latino-américain, d'une autre à Singapour pour le marché asiatique et d'une filiale française. De plus, l'Helvetia est active avec une filiale à Londres. En outre, Helvetia organise une partie de ses activités d'investissement et de financement par le biais de filiales et de sociétés de fonds au Luxembourg. L'Helvetia assure avant tout des clients privés ainsi que des petites et moyennes entreprises, et dans certains domaines, également des grandes entreprises.
Dans les pays regroupés dans le segment Europe, l'Helvetia est organisée en propres sociétés nationales. Parmi les principales filiales de l'Helvetia Holding, on trouve notamment : Caser (assureur espagnol, exploitant d'hôpitaux, de cliniques dentaires ainsi que de maisons de retraite et de soins) ; Helvetia Compagnie Suisse d'Assurances SA, Saint-Gall (Helvetia Versicherungen), Helvetia Compagnie Suisse d'Assurances sur la Vie SA, Bâle (Helvetia Leben) ; Helvetia Global Solutions (en abrégé HGS, active dans les affaires non-vie, propose des couvertures spéciales et de réassurance dans les domaines Industrial Property, Engineering, Space, Aviation, Marine ainsi qu'Art et assure dans toute l'Europe des risques dans les affaires B2B2C ainsi que dans l'International Automotive Business).

## Résultats financiers de Helvetia Holding SA
| Exercice | Volume d’affaires (en millions de CHF) | Résultat périodique (IFRS après impôts, en millions de CHF) | Résultat par action (en CHF) |
| 2022     | 11 097                                 | 614                                                         | 10,6                         |
| 2021     | 11 222                                 | 520                                                         | 9,2                          |
| 2020     | 9713                                   | 282                                                         | 4,8                          |
| 2019     | 9454                                   | 538                                                         | 10,4                         |
| 2018     | 9073                                   | 431                                                         | 41,9                         |
| 2017     | 8641                                   | 403                                                         | 39,1                         |
| 2016     | 8513                                   | 377                                                         | 36,1                         |
| 2015     | 8235                                   | 309                                                         | 29,0                         |
| 2014     | 7767                                   | 393                                                         | 43,0                         |
| 2013     | 7477                                   | 363                                                         | 40,9                         |
| 2012     | 6978                                   | 333                                                         | 37,1                         |
| 2011     | 7172                                   | 289                                                         | 32,6                         |
| 2010     | 6755                                   | 342                                                         | 39,3                         |

## Direction du groupe et conseil d’administration
Helvetia est dirigée par un comité exécutif de neuf personnes. Fabian Rupprecht en est le président depuis le 1er octobre 2023. Le conseil d’administration, composé de 10 membres, est dirigé par Thomas Schmuckli.

## Sponsoring
En tant que sponsor, le groupe Helvetia soutient des projets et des équipes sélectionnés dans les domaines du sport et de la culture dans tous les pays de distribution, ainsi que des initiatives dans le domaine de l'économie respectueuse du climat.

### Sport
Depuis la saison 2005/06, l'Helvetia est notamment le sponsor de la Fédération suisse de ski Swiss ski, l'organisation faîtière des sports de neige en Suisse. Elle soutient ainsi quelque 300 athlètes dans onze disciplines. Elle était en outre le sponsor principal de la Swiss Drone League jusqu'en 2022.

### Art
Le groupe d'entreprises possède une collection d'art comprenant plus de 2 000 œuvres de quelque 400 artistes suisses contemporains. Celles-ci sont exposées au Helvetia Art Foyer à Bâle. En outre, le prix d'art Helvetia est décerné chaque année depuis 2004. Ce prix s'accompagne d'une exposition à la foire internationale d'art Liste et d'une somme de 15 000 francs.